# Dallara
A Dallara Automobili egy olasz kasztnigyártó, amely a Formula–3-as kategóriák egyik legmeghatározóbb gyártója. Ezen kívül még olyan szériáknak szállítanak kasztnit, mint az IndyCar Series, Indy Lights, Grand-Am Rolex Sports Car Series, GP2 Series, World Series by Renault, GP3 Series stb.

## Története
A céget Gian Paolo Dallara alapította 1972-ben. Kezdetben sportautóknak készítettek kasztnikat, majd 1978-ban a cég belépett az olasz F3-as bajnokságba, és azóta dominálnak a bajnokságban. Az 1980-as évek közepén jelentek meg a Formula–3000-es bajnokságban, ahol szintén komoly eredményeket értek el.
1988-ban a Scuderia Italia istállóval beléptek a Formula–1-be. Egészen 1992-ig maradtak a szériában, ahol nem értek el komolyabb sikereket. 2010-ben az F1-be újonnan belépő Hispania Racing F1 Team autóját is ők készítették, ám mivel a csapat indulása kérdésessé vált, a kasztni fejlesztését egy időre leállították, majd mikor a csapat helyzete stabilizálódott, folytatták e fejlesztést, de az autó elég gyenge lett. A csapat néhány verseny után megszüntette a partneri kapcsolatot a Dallarával.
1997-ben debütáltak az akkori IRL-ben. Az első években két rivális kasztnigyártó is jelen volt a szériában, de az évek során kikoptak az ellenfelek. 2007 óta a széria kizárólagos kasztniszállítója. Eddig 12 bajnoki címet és 10 Indianapolisi 500-as győzelmet szerzett a Dallara. A 2012-es autónak a biztonsági celláját is a Dallara készítette el, de aerodinamikai kitet is készítettek hozzá.
A Dallara az 1980-as évek végétől gyártott sportkocsikat.